# نشست مسکو (۱۹۸۸)
اجلاس مسکو نشست سران بین رونالد ریگان رئیس‌جمهور ایالات متحده و میخائیل گورباچف دبیرکل حزب کمونیست اتحاد جماهیر شوروی بود. در ۲۹ مه ۱۹۸۸–۳ ژوئن ۱۹۸۸ برگزار شد. ریگان و گورباچف پیمان نیروهای هسته‌ای میان‌برد (INF) را پس از تصویب این معاهده توسط سنای ایالات متحده در ماه مه ۱۹۸۸ نهایی کردند. ریگان و گورباچف به بحث در مورد مسائل دوجانبه در خاورمیانه و آمریکای شرقی ادامه دادند. خروج معوقه نیروهای شوروی از افغانستان. ریگان و گورباچف به گفتگوهای خود دربارهٔ حقوق بشر ادامه دادند. طرفین هفت توافقنامه را در مورد مسائل کمتری مانند تبادل دانشجو و حقوق ماهیگیری امضا کردند. یک نتیجه قابل توجه به روز رسانی کتاب‌های تاریخ شوروی بود که لغو برخی از کلاس‌های تاریخ در مدارس متوسطه شوروی را ضروری کرد. ریگان در پایان از برگزاری این اجلاس ابراز خرسندی کرد.

رئیس‌جمهور رونالد ریگان در حال سخنرانی در دانشگاه دولتی مسکو در اتحاد جماهیر شوروی، ۱۹۸۸

ریگان و گورباچف در نهایت بیانیه مشترکی صادر کردند که گزیده‌هایی از آن در اینجا نشان داده شده است:
رئیس‌جمهور و دبیرکل نشست مسکو را گام مهمی در روند قرار دادن روابط ایالات متحده و شوروی بر مبنای سازنده تر و پایدارتر می‌دانند.
یکی از موارد طعنه آمیز این اجلاس زمانی بود که ریگان نسخه ای از فیلم اقناع دوستانه را به گورباچف داد که مایکل ویلسون فیلمنامه‌نویس آن در دهه ۱۹۵۰ به دلیل مشکوک بودن به همدردی‌های کمونیستی در لیست سیاه قرار گرفت.